# 격 (미시마 유키오)
〈격〉(檄)은 미시마 유키오의 성명문이다. 1970년(쇼와 45년) 11월 25일 육상자위대 이치가야주둔지 동부방면총감실 점거 후(미시마 사건), 발코니에서 연설하던 참에 뿌려졌다.
원고용지로 셈하여 9매 정도 길이에 10단락 문장으로, B4지 2매에 미시마의 육필로 빽빽이 씌어 있었다. 미시마의 사후 다양한 지면 및 미시마론에 인용되어왔다.
이 글은 같은 날 이치가야회관으로 저널리스트 도쿠오카 다카오, 다테 무네카쓰에 띄운 봉서에도 동봉되어 있었다. 미시마는 도쿠오카와 다테에 보낸 편지 속에서 "동봉된 격 및 동지의 사진은, 경찰의 몰수를 저어하여 드리는 것이오니, 아무쪼록 잘 은닉한 뒤 자유롭게 발표하여 주십시오. 격은 부디, 부디 노 컷으로 발표하여 주시면 감사하겠습니다." 하며 〈격〉의 전문 공표를 강하게 희망하였다.
〈격〉은 사건 후 아사히신문에 일부가 컷된 채로 발표된 것을 제외하면 신문 각지에 전문 게재되었다. 가장 빠르게 전문을 게재한 것은 선데이마이니치였다.

## 내용
미시마는 자위대 내에서의 약 4년(학생들은 3년)에 걸친 체험입대를 돌이켜보며 "자위대를 사랑하는 까닭"에, 이 "망은적"이라고도 할 행위에 나선 이유를 설명하며, 미시마 자신이 바라본 전후 일본의 "경제적 번영에 정신이 팔리고, 나라의 대본(大本)을 잊고, 국민정신을 잃고, 줏대를 바로 세우지 않고 끝을 향해 내리닫아, 임시방편과 위선에 빠져 자신의 얼을 공백상태에 빠뜨리는" 모습, "정치는 모순 호도, 자기 보신, 권력욕, 위선에만 바치고, 국가백년대계는 외국에 내맡기고, 패전의 오욕을 불식지 않고 다만 얼버무리어 일본인 스스로 일본의 역사와 전통을 더럽혀가는" 나라가 되어버린 것을 근심하며 다음과 같은 의견을 말한다.
우리는 지금 자위대에만이, 참된 일본, 참된 일본인, 참된 무사의 얼이 남아 있을 것이라 희망했다. 더구나 법이론적으로 자위대는 위법인 것이 명백하고, 나라의 근본문제인 방위가 편의주의 법적해석에 의해 얼버무려져 군이라는 이름을 못 쓰는 군인 탓에, 일본인의 얼의 부패, 도의의 퇴폐의 근본원인이 되었음을 봐왔다. 가장 명예를 중히 여겨야 할 군이, 가장 악질스러운 기만 아래 방치되어왔던 것이다. 자위대는 패전 후 국가의 불명예스러운 십자가를 계속 짊어졌다. 자위대는 국군은커녕 건국의 본의를 받지 못하고, 물리적으로 거대한 경찰 같은 지위밖에는 받지 못할 뿐더러, 그 충성의 대상도 명확하지 못하다.
이어 "천황을 중심으로 하는 일본의 역사·문화·전통을 지킨다"고 하는 "일본의 군대의 건군의 본의"을 망각하고 있는 현재의 국가의 대본을 바로 세우고 자위대를 국군으로 삼는 것은 현상(現状)의 의회제도하에서는 곤란하며, 유일하게 1969년(쇼와 44년) 10월 21일(국제반전데이) 데모 진압에 나선 자위대의 치안출동이 헌법개정의 절호의 찬스였음에도 불구하고 정부는 경찰력만을 이용해 데모대를 제압하여 "굳이 「헌법개정」이라는 불 속의 밤"을 줍지 않아도 정체(政体)가 유지 가능하다는 자신을 붙여 이 날을 경계로 "나라의 근본문제에 대하여 계속해 딴청을 피우고 있"는 상태가 된 것, 개헌은 "정치 프로그램"에서 영원히 제외되어 장래적으로 호헌하는 채 얼버무림을 계속하는 국가가 되어버린 것, 국체를 지켜야 할 자위대가 정치가의 기만에 의해 스스로를 부정하는 "호헌의 군대"라는 패러독스에 빠진 것을 규탄한다.
이어 이에 대해 잠자코 받아들이는 자위대원에 대한 임무가 "섧도다. 최종적으로는 일본에서는 오지 않는" 현상과 "영미의 시빌리언 컨트롤은 군정에 관한 재정상의 컨트롤이다. 일본과 같이 인사권까지 빼앗겨 거세된, 변절무상한(変節常なき) 정치가에 조종당하여 당리당략에 이용당하고 가만 있어서는 못 쓴다"는 것을 미시마는 지적하고, "보다 깊은 자기기만와 자기모독의 길을 걸으려 하는 자위대는 얼이 썩은 것인가. 무사의 얼은 어디로 간 건가. 얼이 죽은 거대한 무기고가 되어 어디로 가려 하는 건가" 하며 의문을 던진다. 또한, 과거 오·오·삼 불평등조약의 재현인 듯한 "국가백년대계에 관련된 핵정(核停)조약"에 대하여 "항의로서 배를 가를 제너럴 한 명 자위대에서 나오지 않았다"고 한탄하며, 다음과 같이 경고한다.
오키나와 반환이란 무엇인가? 본토의 방위책임이란 무엇인가? 아메리카가 진정한 일본의 자주적 군대가 일본의 국토를 지키는 것을 기꺼워하지 않음은 자명하다. 앞으로 이태 안에 자주성을 회복지 않으면 좌파가 말하는 것처럼 자위대는 영원히 아메리카의 용병에 지나지 않을 것이다.
끝으로 다음과 같이 각성을 재촉하며 "우리는 지순(至純)한 얼을 지닌 제군이, 일개의 사내, 참된 무사로서 되살아나기를 열망하는 나머지 이렇게 행동에 나선 것이다" 하고 자위대원에 부르짖는다.
생명존중만으로 얼을 죽여서 쓰는가. 생명 이상의 가치 없이 뭐가 군대인가. 지금이야말로 우리는 생명존중 이상의 가치의 소재를 제군의 눈에 보여주겠다. 그것은 자유도, 민주주의도 아니다. 일본이다. 우리가 사랑하는 역사와 전통의 나라, 일본이다. 이것의 뼈대를 쏙 발라 놓은 헌법에 몸을 부딪혀 죽을 놈은 없는가.